# Esperanza (schip, 1984)
De Esperanza is een van de schepen van milieuorganisatie Greenpeace. Het is geclassificeerd als motorjacht (MY). De Esperanza is bestand tegen ijsschotsen, maar is geen ijsbreker. Het was oorspronkelijk een Russische brandblusboot. Het schip protesteert jaarlijks in de Zuidelijke Oceaan tegen de wetenschappelijke vangst van walvissen.